# Elecciones del Distrito Metropolitano de Caracas de 2004
Las elecciones del Distrito Metropolitano de Caracas de 2004 se realizaron el 31 de octubre de ese año para elegir al alcalde mayor del Distrito y a sus concejales del Cabildo Metropolitano. Fue electo el diputado Juan Barreto, del Movimiento V República. El alcalde en ejercicio Alfredo Peña, un independiente, se retiró de la campaña a la reelección dos semanas antes de la elección.
La elección estuvo marcada por una alta abstención de casi 65 %, con un electorado opositor desmovilizado tras el fracaso en el referéndum revocatorio de agosto del mismo año, dos meses antes de la elección regional. El ganador Juan Barreto obtuvo un amplio margen de victoria en el Municipio Libertador y en el Municipio Sucre, mientras que Claudio Fermín, de Acción Democrática, venció en los municipios mirandinos de Chacao, Baruta y El Hatillo.

## Candidaturas
El Movimiento V República, partido del presidente Hugo Chávez respaldó al diputado Juan Barreto como su candidato a la alcaldía mayor.
El alcalde mayor electo en las elecciones de 2004 por el Movimiento V República, Alfredo Peña, quien poco tiempo después se retiraría del partido y se convertiría en opositor a Chávez, optó por la reelección, apoyado por diversos partidos de oposición. No obstante, el 16 de octubre, faltando dos semanas para la elección, se retiró alegando falta de condiciones.«Es una contradicción denunciar que va a haber fraude en las elecciones y al mismo tiempo presentar candidaturas y alentar a los ciudadanos a que participen», justificó Peña al momento de retirarse de la contienda.
Ante el retiro de Peña, la oposición se reagrupó en torno al ex alcalde del Municipio Libertador entre 1990 y 1993, Claudio Fermín, quien regresó a las filas de Acción Democrática tras varios años separado del partido, aunque no todos los partidos opositores le dieron su apoyo en el tarjetón electoral.

## Resultados

### Alcaldía Mayor
| Candidato                    | Candidato                    | Partido                                  | Votos   | %     |
| ---------------------------- | ---------------------------- | ---------------------------------------- | ------- | ----- |
|                              | Juan Barreto                 | Movimiento V República                   | 388.356 | 60,33 |
|                              | Claudio Fermín               | Acción Democrática                       | 252.881 | 39,28 |
|                              | Reina Sequera                | Poder Laboral                            | 1.419   | 0,22  |
|                              | Antonio González             | Independientes por la Comunidad Nacional | 673     | 0,10  |
|                              | Ángel Barroyeta              | Va Contigo                               | 380     | 0,05  |
| Total de votos/participación | Total de votos/participación | Total de votos/participación             | 726.750 | 35,58 |

### Composición del Cabildo Metropolitano
| Partido | Partido                | Concejales |
| ------- | ---------------------- | ---------- |
|         | Podemos                | 7/13       |
|         | Movimiento V República | 4/13       |
|         | Primero Justicia       | 1/13       |
|         | Acción Democrática     | 1/13       |